# Kelly Chase
Kelly Wayne Chase (* 25. Oktober 1967 in Porcupine Plain, Saskatchewan) ist ein ehemaliger kanadischer Eishockeyspieler, der im Verlauf seiner aktiven Karriere zwischen 1985 und 2000 unter anderem 485 Spiele für die St. Louis Blues, Hartford Whalers und Toronto Maple Leafs in der National Hockey League (NHL) auf der Position des rechten Flügelstürmers bestritten hat. Chase, der den Spielertyp des Enforcers verkörperte, wurde im Jahr 1998 für seine wohltätige Arbeit sowohl mit der King Clancy Memorial Trophy als auch dem NHL Foundation Player Award ausgezeichnet.

## Karriere
Chase spielte während seiner Juniorenzeit zwischen 1985 und 1989 in der Western Hockey League (WHL) für die Saskatoon Blades. Zwar blieb der Flügelstürmer ungedraftet, überzeugte die Scouts der St. Louis Blues aus der National Hockey League (NHL) jedoch.
Im Sommer 1988 unterschrieb er als Free Agent bei den St. Louis Blues, spielte das erste Jahr jedoch ausschließlich im Farmteam bei den Peoria Rivermen in der International Hockey League (IHL). Nur 38 Spiele bestritt er dort in seiner ersten Saison, aber mit 278 Strafminuten machte er auch dort auf sich aufmerksam. In der Saison 1989/90 kam es dann auch zu seinen ersten Einsätzen in der NHL. Chase verkörperte dabei den Spielertyp des Enforcers. Bis 1994 blieb er bei den Blues, und stetig verbrachte er viel Zeit auf der Strafbank, während ihm in keiner Saison mehr als zwei Tore gelangen. 
Über den NHL Waiver Draft holten die Hartford Whalers ihn im Januar 1995. Im Laufe seiner dritten Spielzeit in Hartford verpflichteten ihn die Toronto Maple Leafs, doch dort kam er nur auf zwei Spiele. Zur Saison 1997/98 war er zurück in St. Louis. Er spielte nun etwas ruhiger und schaffte es, in seiner zweiten Saison sowohl unter 200 Strafminuten zu bleiben als auch erstmals zehn Scorerpunkte in der NHL zu erzielen. Im Sommer 1998 wurde er für seine wohltätige Arbeit mit der King Clancy Memorial Trophy als auch dem NHL Foundation Player Award ausgezeichnet. Eine Knieverletzung kostete ihn den größten Teil der Saison 1999/2000. Nach der Spielzeit erklärte er seinen Rücktritt und wurde in das Fernsehteam der Blues übernommen, wo er bis 2018 tätig war.

## Erfolge und Auszeichnungen
- 1998 King Clancy Memorial Trophy
- 1998 NHL Foundation Player Award

## Karrierestatistik
(Legende zur Spielerstatistik: Sp oder GP = absolvierte Spiele; T oder G = erzielte Tore; V oder A = erzielte Assists; Pkt oder Pts = erzielte Scorerpunkte; SM oder PIM = erhaltene Strafminuten; +/− = Plus/Minus-Bilanz; PP = erzielte Überzahltore; SH = erzielte Unterzahltore; GW = erzielte Siegtore; 1 Play-downs/Relegation; Kursiv: Statistik nicht vollständig)